# 1857 en sport
Cet article présente les faits marquants de l'année 1857 en sport.

## Alpinisme
- Fondation à Londres de l’Alpine Club[1].

## Aviron
- 4 avril : The Boat Race entre les équipes universitaires d'Oxford et de Cambridge. Oxford s'impose[2].

## Athlétisme
- 16/18 mars : premier meeting d’athlétisme à l’Université de Cambridge organisé par le Cambridge University Athletic Club, fondé quelques jours plus tôt[3]. Edward Bourke est crédité d'une marque à 5,94 m en saut en longueur[4].
- Premières compétitions universitaires en Irlande[5].

## Baseball
- 22 janvier : première convention de clubs de baseball à New York à laquelle participent une douzaine de clubs de Brooklyn et de New York[6].
- 7 mars : modification des règles du baseball. Alors qu’il fallait jusque-là atteindre 21 points pour s’imposer, on décide désormais de jouer en neuf manches (innings)[7].
- 22 octobre : les Atlantics de Brooklyn remportent le championnat de baseball mis en place à la suite de la convention de janvier en s’imposant au meilleur des trois matches face aux Brooklyn Eckfords. Bilan des Atlantics en saison : 7 victoires, 1 nul et 1 défaite[8].

## Boxe
- 10 février : Tom Sayers bat Aaron Jones dans le 85e round à Medway, Kent. Ayant battu Harry Poulson l'année précédente, Sayers devient le concurrent principal au titre de Champion d'Angleterre et ceci est contesté par William Perry et Tom Paddock[9].
- 16 juin : Tom Sayers bat William Perry après 85 tours à l'île de Grain. Tom Sayers revendique le titre, mais la plupart de bailleurs de fonds reconnaissent encore Tom Paddock, qui ne lutte pas cette année. La carrière de Perry se termine après sa défaite par Sayers[9].

## Cricket
- Le Surrey County Cricket Club est sacré champion de cricket en Angleterre[10].

## Football
- 24 octobre : fondation en Angleterre du Sheffield Club, premier club non scolaire de football. Ce doyen est toujours actif aujourd’hui dans les divisions mineures du foot anglais[11].

## Joutes nautiques
- Août : Audibert, dit L'esperança, remporte le Grand Prix de la Saint-Louis à Sète[12].

## Pelote basque
- Invention de la chistera, gant d’osier, qui fonde de fait la pelote basque, jusque-là simple version locale du jeu de paume[13].

## Sport hippique
- 27 avril : inauguration de l’Hippodrome de Longchamp à Paris en présence de Napoléon III et Eugénie et d'une foule nombreuse. Le cheval vainqueur de la première course fut Eclaireur[14].
- Angleterre : Blink Bonny gagne le Derby d'Epsom[15].
- Angleterre : Emigrant gagne le Grand National[16].
- France : Potocki gagne le Prix du Jockey Club[17].
- France : Mademoiselle de Chatilly gagne le Prix de Diane[18].

## Naissances
- 1er janvier : Tim Keefe, joueur de baseball américain. († 23 avril 1933).
- 28 février : Charles Newman, joueur de rugby à XV gallois. († 28 septembre 1922).
- 6 mars : Peter Campbell, footballeur écossais. († janvier 1883).
- 25 avril : Charles Terront, cycliste sur route et sur piste français. († 31 octobre 1932).
- 9 juillet : Thomas Judson,  joueur de rugby à XV gallois. († 4 septembre 1908).
- 15 juillet : Léon Thome, cavalier d'attelage français. († 14 avril 1925).
- 23 juillet : Norman Bailey, footballeur anglais. († 13 janvier 1923).
- 17 septembre : Lillian Watson, joueur de tennis britannique. († 27 mai 1918).
- 8 octobre : Octave Gallice, cavalier français d'attelage († 18 juin 1906).
- 8 novembre : Frank Purdon, joueur de rugby à XV gallois. († ?).
- 31 décembre : King Kelly, joueur de baseball américain. († 8 novembre 1894).
- ? : John Arthur Jones, joueur de rugby à XV gallois. († 20 janvier 1919).